# ベゼクリク千仏洞

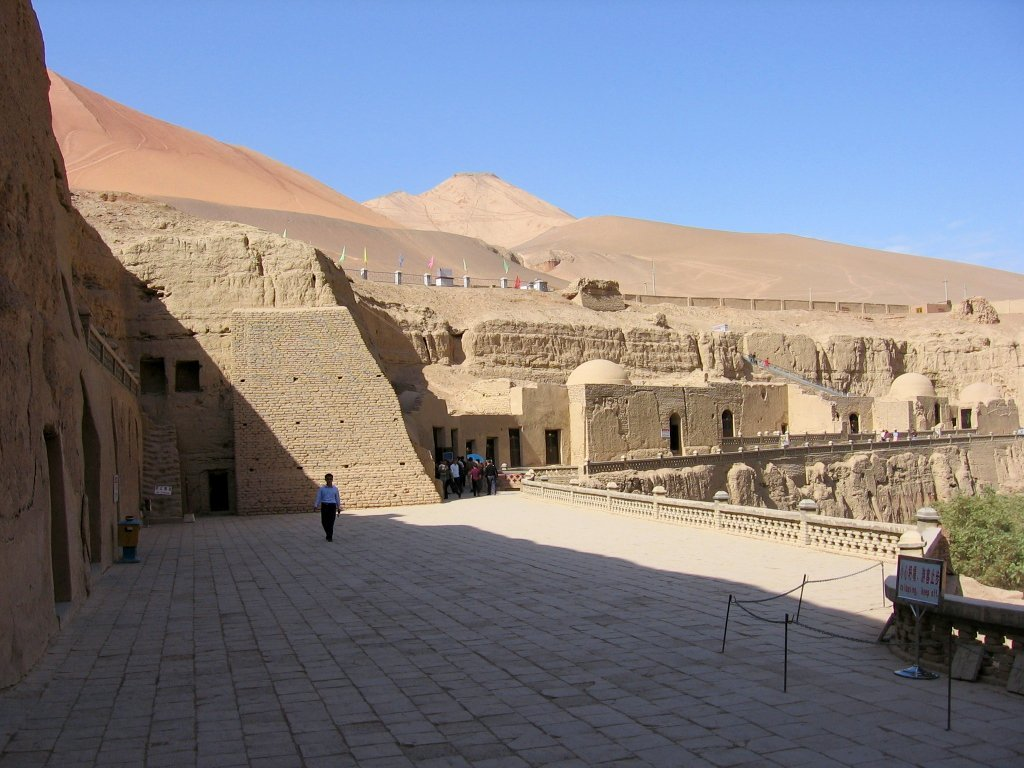
ベゼクリク石窟

ベゼクリク千仏洞（ベゼクリクせんぶつどう、ウイグル語: بېزەكلىك بۇددا غارلىرى / Bëzeklik Budda Gharliri, 繁体字: 柏孜克里克千佛洞; ピン音: Bózīkèlǐkè Qiānfódòng）は、中華人民共和国新疆ウイグル自治区トルファン市高昌区の火焔山周辺にある5世紀から14世紀にまで遡る仏教石窟。火焔山の下にある峡谷の絶壁の上に位置し、現存する洞窟は10世紀から13世紀頃の天山ウイグル王国（ウイグル・カラ・コジャ王国）にまで遡る。

## ベゼクリク壁画

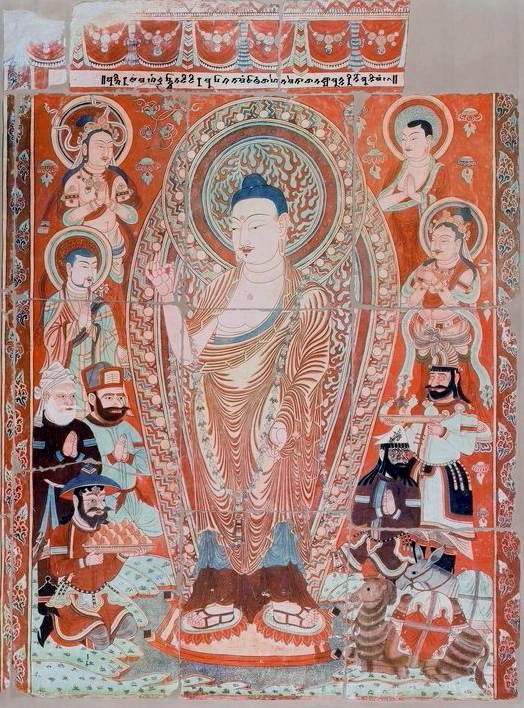
誓願図、第二十号窟第九寺院

ベゼクリク千仏洞には77の石窟が存在する。その大部分はしばしば四つの部分に分けられたアーチ状の天井を持つ長方形の空間になっており、それぞれに仏陀の壁画が描かれている。その効果は天上全体を数百の仏陀の壁画で覆っている。壁画の中には、インド人、ペルシア人、ヨーロッパ人などの様々な人物が大きく描かれたブッダを囲んでいる構図のものもある。壁画の質は結構な差があり、芸術として稚拙なものもあれば、宗教絵画中の傑作といえるものもあるという。ベゼクリク千仏洞を代表する壁画が『誓願図』と呼ばれるひときわ大きい壁画である。これは釈迦牟尼の前世における「誓願」(praņidhi)を描いたものとされる。
ベゼクリクの壁画はかなりの損傷を負っている。そういった損傷の多くは偶像崇拝を禁止するムスリムによるもので、特に壁画の目と口の部分が削り取られていることが多い。地域住民によって他の理由で壁画が部分的に破壊されている場合もある。19世紀後半から20世紀前半にかけて、ヨーロッパ人や日本人の探検家が、完全な状態の壁画が砂に埋もれているのを発見した。その多くは持ち去られ、世界中に散乱した。最もよく保存された壁画のいくつかはアルベルト・フォン・ル・コックによってドイツに送られた。それらの中でも誓願図のような大きな壁画はベルリンの民族学博物館に完全に固定された状態で所蔵された。そのため第二次世界大戦中に保護のために持ち出すことができず、連合国によるベルリン爆撃で博物館が被害に遭った際にそれらの壁画も破壊されてしまった。他の壁画は今日でも、サンクトペテルブルクのエルミタージュ美術館、日本の東京国立博物館、ロンドンの大英博物館、朝鮮やインドの国立博物館といった世界中の展示施設で見られる。
探検家たちによって持ち去られたベゼクリク壁画のデジタル再現が日本で公開された。

## 画像

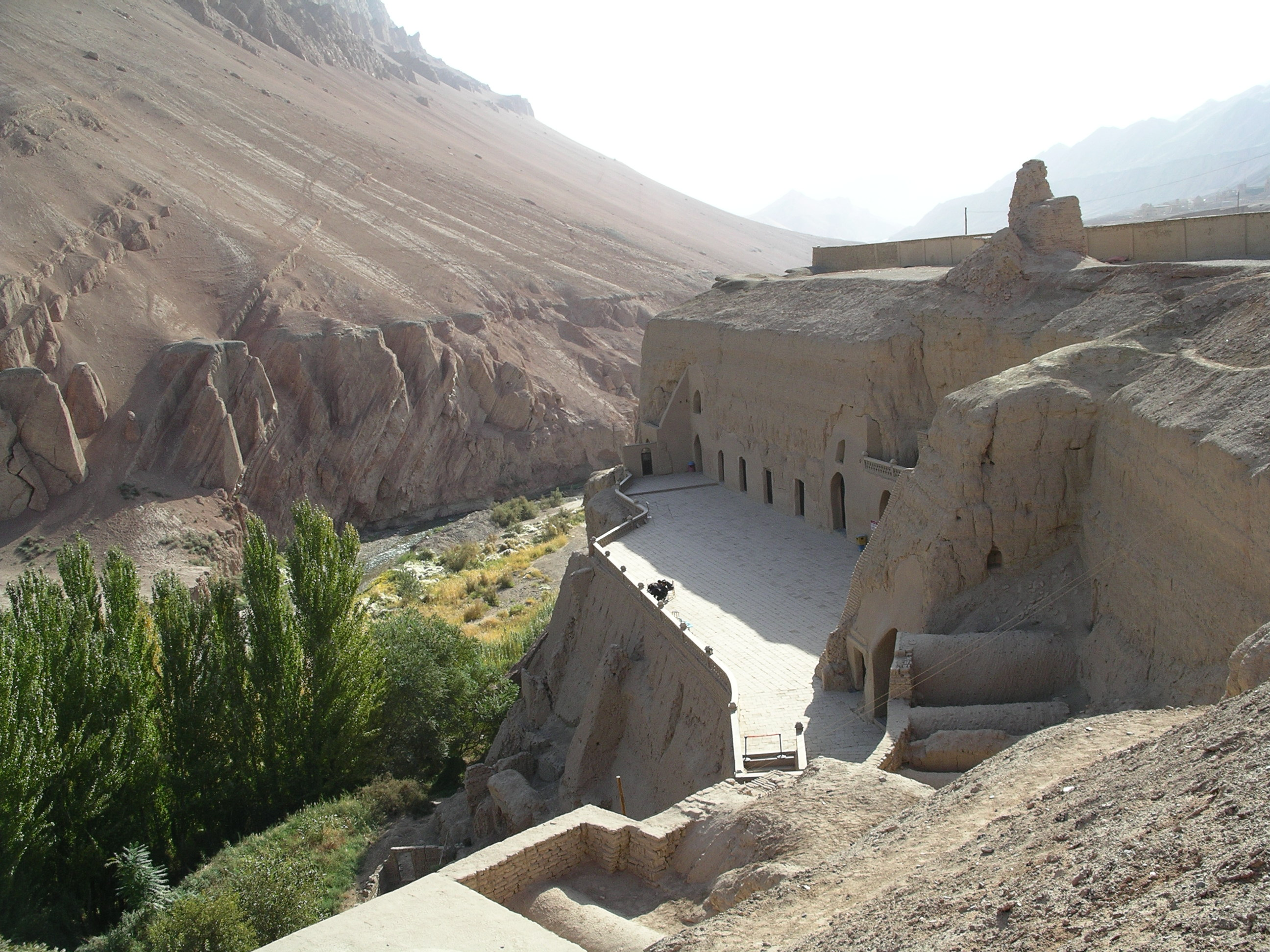
洞窟の外観
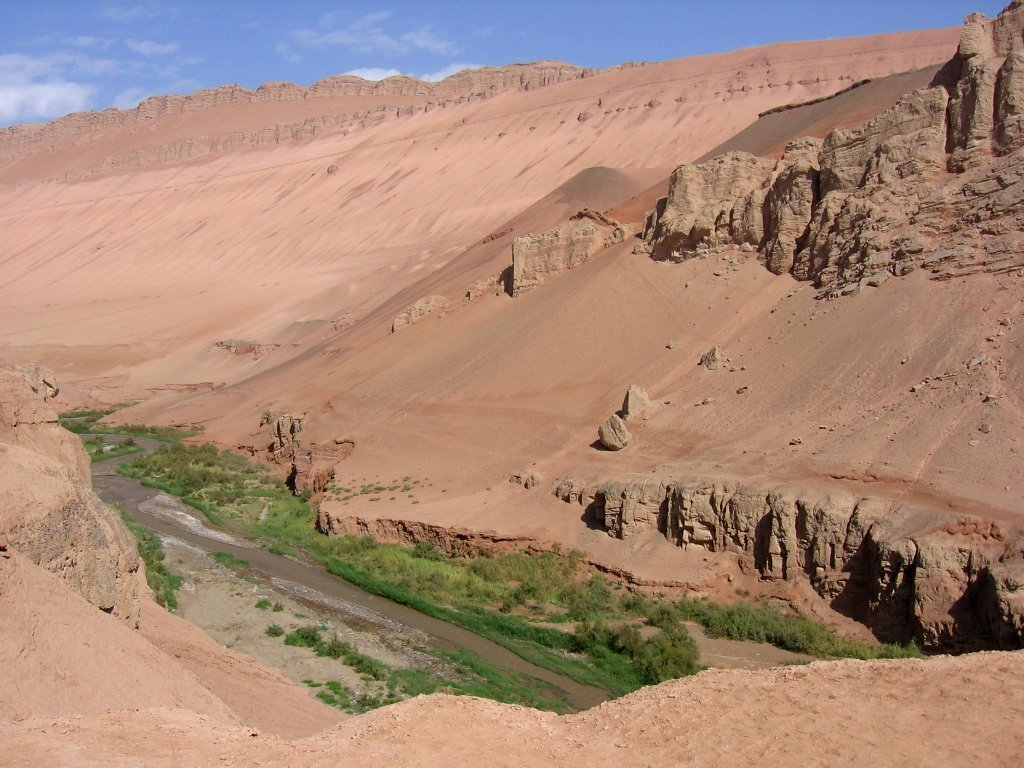
峡谷の周囲
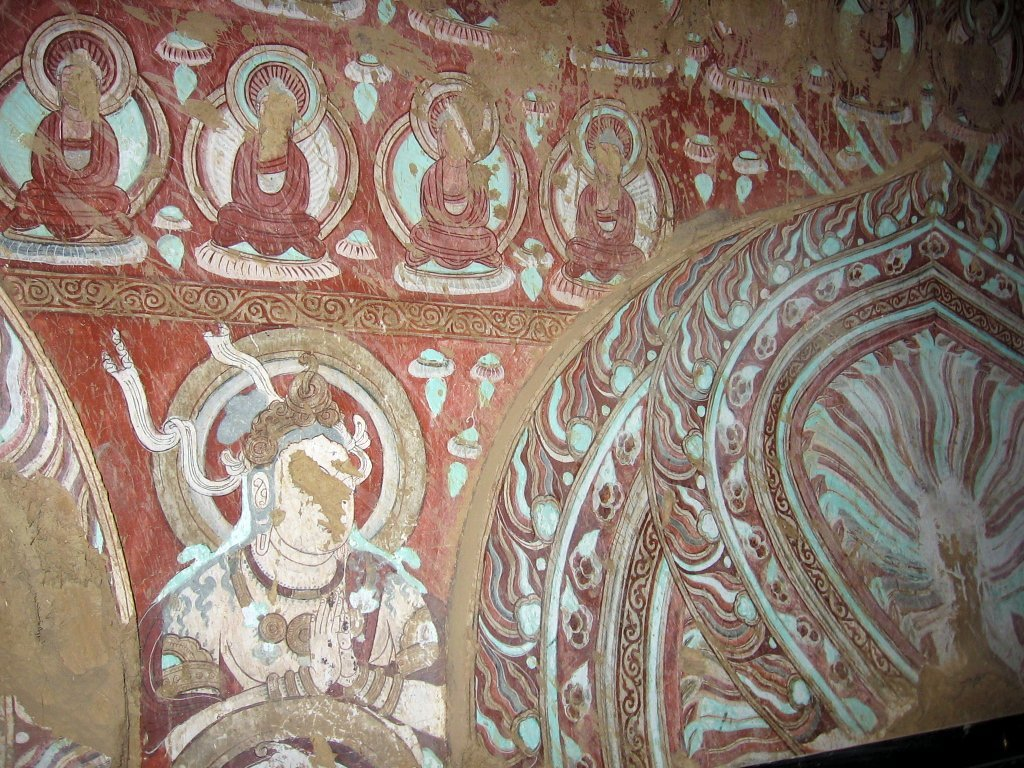
フレスコ壁画に描かれたブッダ
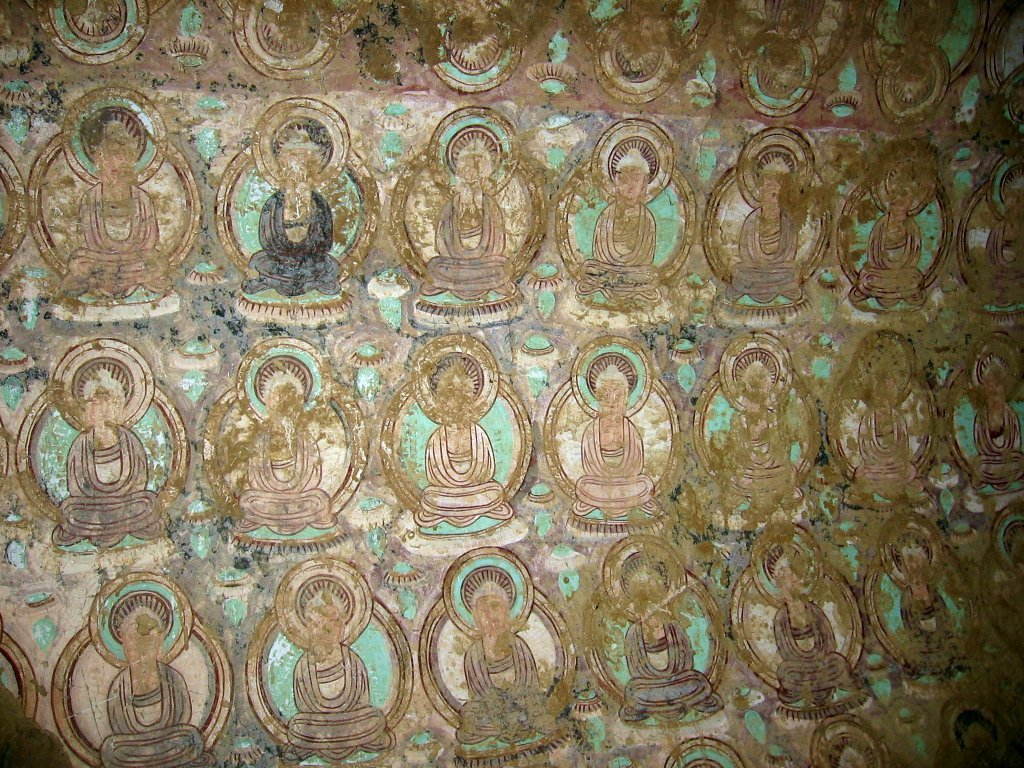
フレスコ壁画に描かれたブッダ
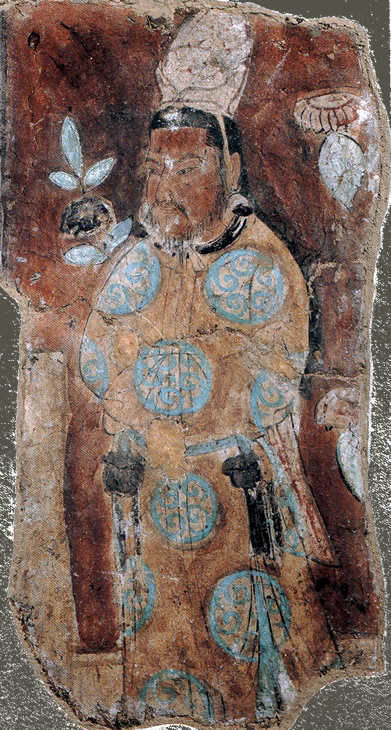
ウイグル人の王子
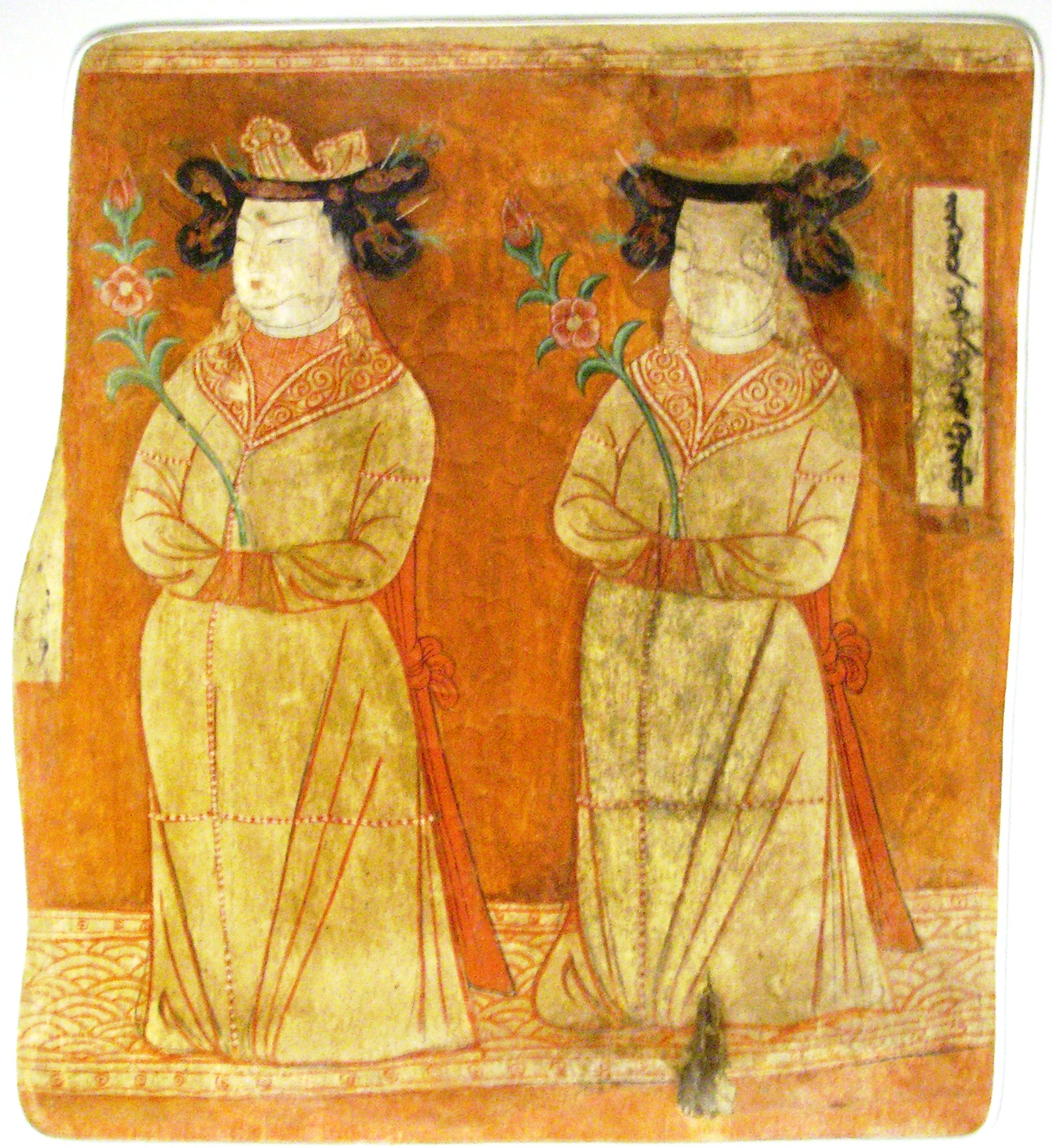
ウイグル人の王女、ベゼクリク第九号窟。ベルリン・シュテーグリッツ＝ツェーレンドルフ区のアジア美術館所蔵
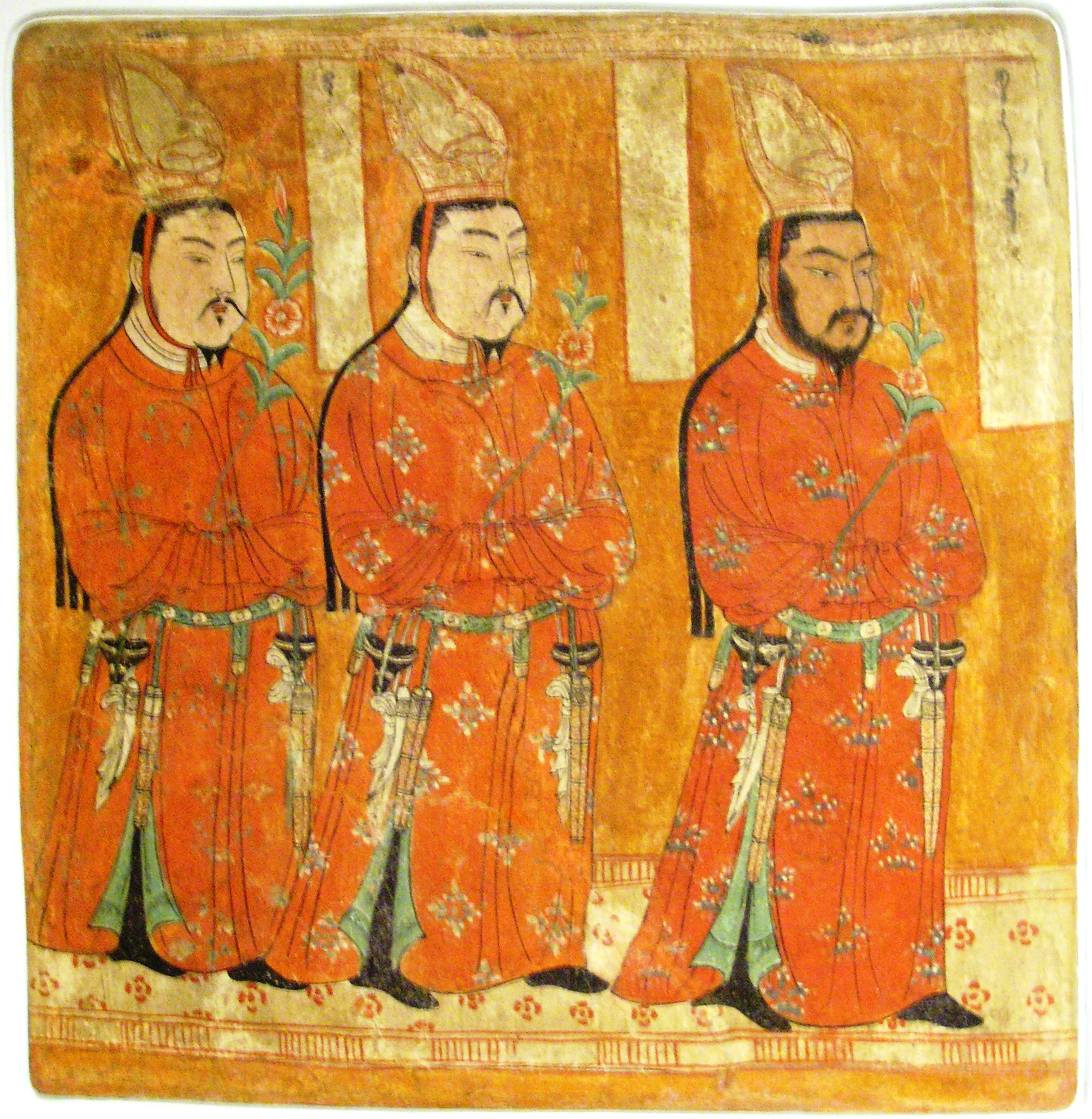
ローブを着て烏帽子をかぶったウイグル人の王子、ベゼクリク第九号窟。ベルリン・シュテーグリッツ＝ツェーレンドルフ区のインド美術館所蔵
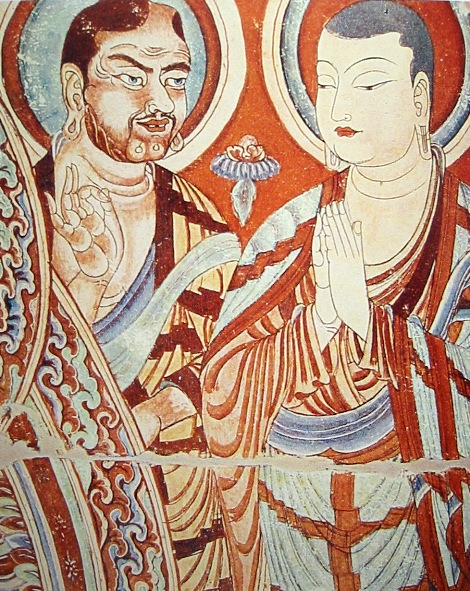
コーカソイド（ル・コックはトカラ人と考えたが[8]、最近ではソグド人と言われる[9]）仏僧(左)と東アジア人の仏僧(右)

## 関連項目

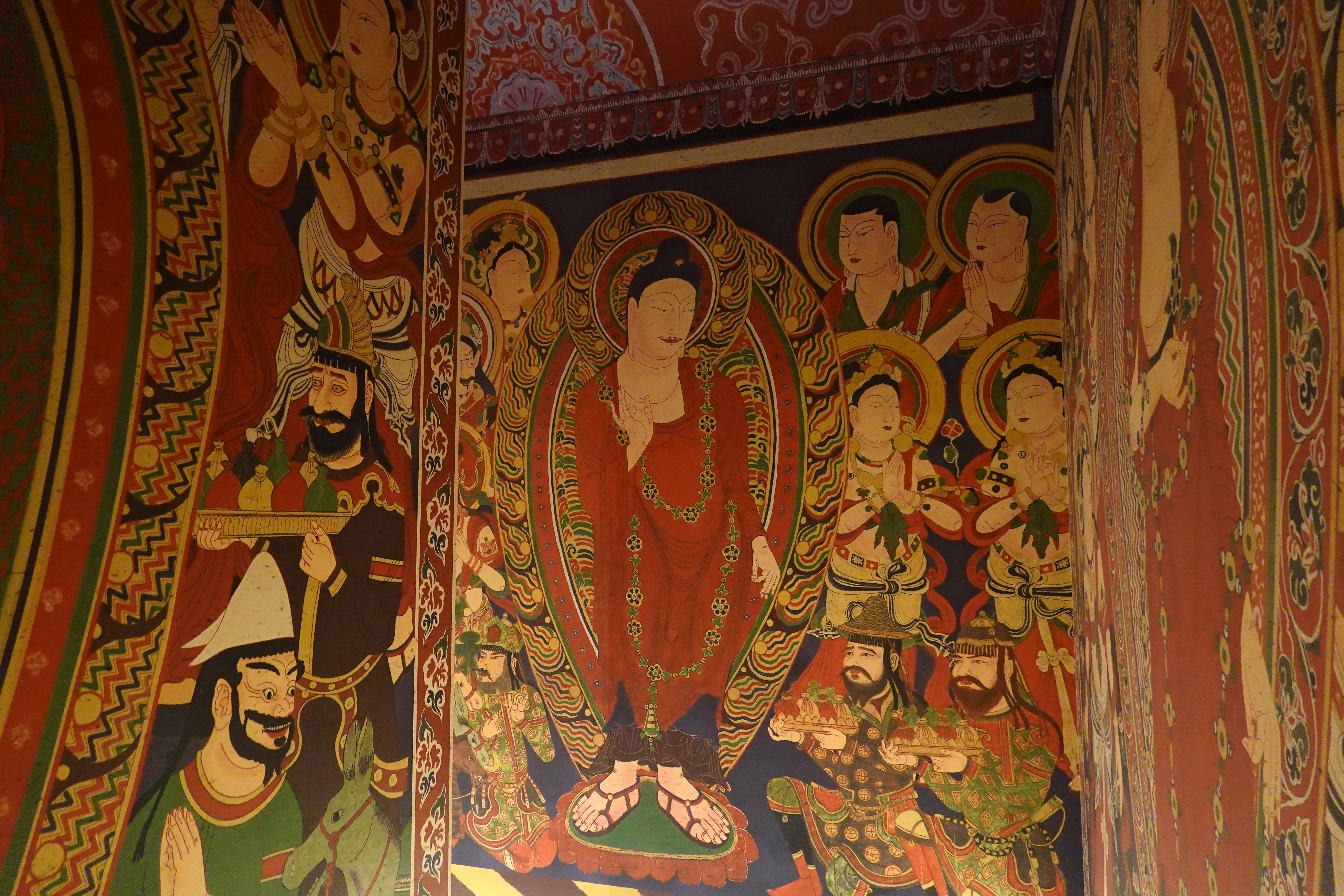
龍谷ミュージアムのベゼクリク石窟第15号窟回廊原寸大復元展示